# Az első ember
Az első ember (eredeti cím: First Man) 2018-ban bemutatott amerikai életrajzi dráma, melyet Damien Chazelle rendezett. A forgatókönyvet Josh Singer írta, James R. Hansen First Man: The Life of Neil A. Armstrong című életrajzi könyve alapján. Steven Spielberg vezető producerként vett részt a filmdráma elkészítésében. A film szereplőjét, Neil Armstrong űrhajóst Ryan Gosling alakítja. További fontosabb szerepekben Claire Foy, Jason Clarke, Kyle Chandler, Corey Stoll, Ciarán Hinds, Christopher Abbott, Patrick Fugit és Lukas Haas látható. 
A történet az Apollo–11 1969-es holdra szállását megelőző, illetve előkészítő éveket mutatja be.
Világpremierje 2018. augusztus 29-én volt a Velencei Nemzetközi Filmfesztiválon. Az amerikai mozikban 2018. október 12-én debütált, az Universal Pictures forgalmazásában. A filmet méltatták a kritikusok, pozitívumként kiemelve Gosling és Foy alakítását, Chazelle rendezését és a Holdra szállást bemutató jelenetet. Az 59 millió dollárból készült film világszerte összesen 93 millió dolláros bevételt termelt.

## Cselekmény
1961-ben a NASA tesztpilótája, Neil Armstrong az X-15 rakétahajtású űrrepülőgépet vezeti, amikor az véletlenül visszacsapódik a légkörről. Bár sikerül leszállnia a géppel a Mojave-sivatagban, kollégái aggodalmukat fejezik ki, hogy a mostanában előforduló balesetei a figyelemelterelésnek tudhatók be.
Kétéves lányát, Karent agydaganattal kezelik. Armstrong kétségbeesetten próbálja megmenteni a lányt, részletes naplót vezet a tüneteiről és kutatja a lehetséges kezeléseket, de a gyerek nem sokkal később meghal. Gyászában, és mivel úgy gondolja, hogy lent akarják marasztani a földön, Armstrong jelentkezik a Gemini-programba, és felvételt nyer a NASA 2. űrhajóscsoport-ba. 
Feleségével, Janettel és fiukkal, Rickkel Armstrong Houstonba költöznek más űrhajós családok mellé. Összebarátkozik Elliot See-vel, egy másik civil tesztpilótával és Edward White űrhajóssal. Amikor Armstrong megkezdi a kiképzést, Donald Slayton az új űrhajósokra hat, hogy milyen fontos a Gemini-program, mivel a Szovjetunió az Egyesült Államokat megelőzve minden egyéb mérföldkövet elért az űrversenyben. Armstrongnak és Janetnek van egy második fia, Mark.
1965-ben, miután a szovjetek befejezték az első űrsétát, Armstrongot értesítik, hogy ő lesz a Gemini–8 parancsnoka, a pilóta pedig David Scott. A küldetés előtt See és Charles Bassett meghalnak 1966-ban egy T-38 lezuhanása közben, ami elmélyíti Armstrong gyászát a közelmúltbeli veszteségek sorozata miatt. Armstrong és Scott sikeresen elindulnak a Gemini–8-cal és dokkolnak az Agena céljárműhöz, de nem sokkal később egy meghibásodás miatt az űrhajó egyre veszélyesebb sebességgel forogni kezd. Miután Armstrong majdnem elájul, aktiválja az RCS hajtóműveket, és biztonságosan megszakítja a küldetést. Kezdetben kritikák érik, de a NASA megállapítja, hogy a legénység nem volt hibás, és a küldetést „sikeres”-nek minősítik.
Később White elárulja, hogy őt választották ki az Apollo–1 küldetésre, Gus Grissom és Roger Chaffee mellé. Az 1967. január 27-i indítási próba során egy tűz megöli White-ot és az Apollo 1 legénységét. Armstrong a NASA képviseletében a Fehér Házban értesül a hírről. 
A következő évben, miután Armstrong katapultál a Holdra szállás tesztelésére szolgáló járműből egy műszaki hiba miatt, amely akár a halálát is okozhatta volna, Slayton értesíti Armstrongot, hogy őt választották ki az Apollo–11 parancsnokának, amely valószínűleg megkísérli az első holdra szállást. Ahogy közeledik a küldetés, Neil egyre elfoglaltabbá válik, és érzelmileg eltávolodik a családjától. A kilövés előtt Janet szembesíti Armstrongot azzal a lehetőséggel, hogy talán nem éli túl a repülést, és ragaszkodik hozzá, hogy magyarázza el a küldetés kockázatait kisfiaiknak. Miután elmondja nekik, milyen kockázatokkal kell szembenéznie, Armstrong elbúcsúzik a családjától.
Három nappal a start után az Apollo-11 holdkörüli pályára áll. Armstrong és Aldrin átszállnak a  Sas nevű Holdkompba és megkezdik a leszállást. A leszállóhely terepe a vártnál sokkal durvábbnak bizonyul, így Armstrong kénytelen kézi vezérléssel átvenni az űrhajó irányítását. A Sas sikeresen landol egy alternatív helyszínen (a Mare Tranquillitatis, azaz Nyugalom Tengere egyik helyszíne), kevesebb mint 30 másodpercnyi üzemanyaggal. A Holdra lépés után Armstrong kimondja híres mondatát: „Kis lépés egy embernek, de óriási ugrás az emberiségnek”. Később emlékül Karen karkötőjét a kis méretű Little West kráter-be ejti. 
Küldetésük teljesítésével az űrhajósok hazatérnek, és mobil karanténba helyezik őket, ahol egy televízión megnézik John F. Kennedy 1962-es „Úgy döntünk, hogy a Holdra megyünk” beszédének felvételeit, Armstrong és Janet egy gyengéd pillanaton osztoznak.

## Szereplők
| Színész            | Szerep                         | Magyar hang       |
| ------------------ | ------------------------------ | ----------------- |
| Ryan Gosling       | Neil Armstrong                 | Zámbori Soma      |
| Claire Foy         | Janet Armstrong, Neil felesége | Gubás Gabi        |
| Jason Clarke       | Edward White                   | Zöld Csaba        |
| Kyle Chandler      | Donald Slayton                 | Rátóti Zoltán     |
| Corey Stoll        | Buzz Aldrin                    | Makranczi Zalán   |
| Pablo Schreiber    | James Lovell                   | Varga Gábor       |
| Christopher Abbott | David Scott                    | Fehér Tibor       |
| Patrick Fugit      | Elliot See                     | Rajkai Zoltán     |
| Lukas Haas         | Michael Collins                | Karácsonyi Zoltán |

## Fordítás
- Ez a szócikk részben vagy egészben  a   First Man (film) című angol Wikipédia-szócikk fordításán alapul.  Az eredeti cikk szerkesztőit annak laptörténete sorolja fel. Ez a jelzés csupán a megfogalmazás eredetét és a szerzői jogokat jelzi, nem szolgál a cikkben szereplő információk forrásmegjelöléseként.